# Charlie Fancutt
Charles Fancutt est un joueur australien de tennis huitième de finaliste de l'Open d'Australie 1982.

## Carrière
1/8 de finaliste de l'Open d'Australie 1982, il échoue face à Johan Kriek.
Finaliste au Challenger de Nagoya en 1981 et vainqueur en double en 1983 au Challenger de Lee-on-the-Solent.
En 1981 à Wimbledon il élimine au premier tour un joueur du top 5 mondial, Ivan Lendl.
Vainqueur du tournoi de double junior de l'Open d'Australie 1976.
Charles Fancutt est le fils de deux anciens joueurs de tennis. Sa mère, Daphne Seeney, a été finaliste en double Wimbledon 1956 et son père Trevor Fancutt était un joueur de Coupe Davis pour l'Afrique du Sud et a remporté le titre en double mixte aux Championnats d'Australie 1960. Il a deux frères jouant au tennis, Michael Fancutt en double notamment et Chris Fancutt sur le circuit Challenger.